# Przhevalskiana orongonis
Przhevalskiana orongonis är en tvåvingeart som först beskrevs av Grunin 1948.  Przhevalskiana orongonis ingår i släktet Przhevalskiana och familjen styngflugor.
Artens utbredningsområde är Tibet. Inga underarter finns listade i Catalogue of Life.